# 24
24 (XXIV) a fost un an bisect al calendarului iulian, care a început într-o zi de luni.

## Decese
- dată necunoscută: Namhae de Silla  (n. 50 î.Hr.)